# Robert de Flers
Robert de Flers (egentligen Robert de Pellevé de La Motte Ango, markis de Flers), född 25 november 1872 i Pont-l'Évèque i Calvados, död 30 juli 1927 i Vittel, var en fransk författare, främst verksam som dramatiker.
de Flers var 1896-99 verksam som novellist och reseskildrare. Han övergick vid sekelskiftet till dramatiskt författarskap, mest i samarbete med Gaston Arman de Caillavet och belgaren Francis de Croisset. Fram till 1906 skrev han främst buffaoperor av parodisk art som Les travaux d'Hercule och Le sieur de Vergy, senare komedier med stådende typer, en slags moderna maskspel - som i befängda situationer och ironisk ton tecknar samhällsförhållandena i tredje republikens Frankrike. Många av komedierna är översatta till svenska och uppförda i Stockholm.

## Filmografi (urval)

### Manusförfattare
- 1918 - Den skälmen Cupido
- 1932 - Äventyret
- 1936 - Kungen
- 1939 - Monsieur Bretonneau
- 1942 - Äventyret
- 1949 - Kungen